# NGC 5603
NGC 5603 في الفهرس العام الجديد، هي مجرة محدبة، تقع في كوكبة العواء. اكتشفت في 29 أبريل 1788 بواسطة ويليام هيرشل.

## روابط خارجية
- NGC 5603 على موقع ويكي سكاي: DSS2, SDSS, GALEX, IRAS, Hydrogen α, X-Ray, Astrophoto, Sky Map, Articles and images